# F.C. Københavns historie

## 1991
- 24. oktober – FCKFC bliver stiftet.

## 1992
- 1. juli – F.C. København bliver stiftet som en overbygning mellem B 1903 og KB. Bestyrelsesformand bliver Harald Nielsen, administrerende direktør bliver H.C. Hansen og træner bliver B 1903s Benny Johansen.
- 1. juli – F.C. København spiller sin første officielle kamp mod Grasshoppers fra Schweiz som bliver vundet med 2-1 i Toto Cuppen.
- 12. august – F.C. København spiller sin første Superliga kamp mod BK Frem og vinder 0-3 på et hattrick af Martin Johansen.

## 1993
- 13. juni – F.C. København vinder sit første Danmarksmesterskab da holdet besejrer Brøndby IF 2-3 på udebane i næstsidste runde.

## 1994
- 1. marts – Peter Berg bliver administrerende direktør.
- 12. juni – F.C. København modtager sin første sølvmedalje på Odense Stadion da holdet taber den sidste kamp 3-2 mod OB.
- 1. juli – Assistenttræner Keld Kristensen bliver cheftræner.
- 6. september – Tidligere cheftræner Benny Johansen overtager igen trænerposten.

Desuden vinder F.C. København Kings Cup.

## 1995
- 25. maj – F.C. København vinder sin første pokaltitel da de vinder 5-0 i Parken mod AB og Carsten V. Jensen bliver årets pokalfighter.
- 1. juli – Michael Schäfer bliver træner.
- 1. november – Karsten Aabrink bliver administrerende direktør.

Desuden vinder F.C. København Super Cuppen.

## 1996
- 31. maj – Kim Brink bliver træner.

Derudover bliver Stefan K. Hansen Årets U18-talent
Desuden vinder F.C. København Liga Cuppen.

## 1997
- 27. februar – Flemming Østergaard bliver direktør i F.C. København og Peter Norvig bliver bestyrelsesformand, den tidligere formand Harald Nielsen bliver menigt bestyrelsesmedlem[1].
- 8. maj – F.C. København vinder sin anden pokaltitel da de vinder 2-0 i Parken mod Ikast FS.
- 1. juli – Kent Karlsson bliver træner.
- 24. september – F.C. København bliver børsnoteret[2].

## 1998
- 1. juni – F.C. København modtager sin første bronzemedalje i Parken efter holdet taber den sidste kamp 0-4 på hjemmebane mod AaB.
- 19. juni – F.C. København køber Parken for 138 millioner kroner.
- 23. september – Tidligere træner og sportschef Kim Brink bliver igen træner.
- 6. november – F.C. København køber Brian Laudrup for 1,2 millioner pund fra Chelsea F.C.[3].

Derudover bliver Flemming Østergaard Årets leder
Desuden får F.C. København 2. pladsen i Scandinavian Masters.

## 1999
- 1. januar – Chirstian Andersen får en kamp som træner.
- 16. marts – Kim Brink bliver træner for tredje gang.
- 2. juni – Brian Laudrup forlader F.C. København efter et mislykket ophold i klubben[4].
- 28. september – F.C. København A/S skifter navn til PARKEN Sport & Entertainment A/S[5].

Derudover bliver Hjalte Bo Nørregaard Årets U18-talent

## 2000
- 1. juli – Roy Hodgson bliver træner.
- 6. juli – Parken Sport and Entertainment beslutter at ligge tag på Parken så det Internationale Melodi Grand Prix kan afholdes i Parken[6].

Derudover bliver Martin Bergvold Årets U16-talent
Desuden vinder F.C. København Ørestad Cuppen.

## 2001
- 13. marts – Midtbaneslideren Ståle Solbakken falder, til træning på Peter Bangsvej, livløs om pga. en nedarvet hjertefejl, klublæge Frank Odgaard var hurtigt med hjertemassage og kunstigt åndedræt, og efter to forsøg med elektrisk chok får man Solbakkens hjerte i gang igen.[7]. Han må efterfølgende stoppe karrieren efter kun 14 kampe for F.C. København, Christian Poulsen får derefter chancen som han griber og det år regner der priserne ned på ham, han modtager; Efterrårets profil af Tips Bladet, Årets talent, Årets U18-talent og Årets fund og bliver udtaget til Årets hold.
- 10. juni – F.C. København vinder sit andet Danmarksmesterskab da holdet besejrer Brøndby IF 3-1 på hjemmebane i næstsidste runde som huskes for Sibusiso Zumas saksesparkmål som blev Årets Mål.
- 1. juli – F.C. København Håndbold bliver stiftet efter at have overtaget eliteaktiviteterne i FIF.
- 28. juli – Kent Karlsson bliver træner for anden gang.
- 31. august – Sportsdirektør Niels-Christian Holmstrøm overtager trænerposten som vikar i to kampe.
- 17. september – Hans Backe bliver træner.

Derudover bliver Thomas Røll Larsen årets Super cup profil
Desuden vinder F.C. København Super Cuppen.

## 2002
- 12. maj – F.C. København modtager sin anden sølvmedalje da holdet spiller den andensidste kamp uafgjort 1-1 mod Brøndby IF.
- 19. juli – Flemming Østergaard bliver bestyrelsesformand og Jørgen Glistrup bliver direktør.

Derudover bliver Thomas Røll Larsen Årets profil i Superligaen og Martin Albrechtsen Efterårets profil og udtages til Årets hold
Desuden vinder F.C. København Ørestad Cuppen.

## 2003
- 22. juni – F.C. København vinder sit tredje Danmarksmesterskab da holdet besejrer AGF 4-1 på hjemmebane i sidste runde.

Desuden vinder F.C. København Reserveholdsturneringen for Superligahold.

## 2004
- 20. maj – F.C. København vinder sin tredje pokaltitel da de vinder 1-0 i Parken mod AaB og Hjalte Nørregaard bliver årets pokalfighter.
- 29. maj – F.C. København genvinder Danmarksmesterskabet og får sin første double da holdet besejrer FC Nordsjælland 4-2 på udebane i sidste runde.
- 1. august – Hans Backe bliver som den første FCK træner Årets Træner.

Desuden vinder F.C. København Super Cuppen.

## 2005
- 26. maj – F.C. København vinder den første Royal League turnering da de vinder 11-12 efter straffesparkskonkurrence på Nya Ullevi i Sverige mod IFK Göteborg.

Derudover udtages Jesper Christiansen, Michael Gravgaard og Lars Jacobsen til Årets hold, Jesper Christiansen får Det gyldne bur, Michael Gravgaard bliver Årets profil i Superligaen og Efterårets profil og Álvaro Santos scorer Årets mål.

## 2006
- 1. januar – Tidligere spiller i klubben Ståle Solbakken bliver træner.
- 6. april – F.C. København vinder sin anden Royal League titel da de vinder 1-0 i Parken mod Lillestrøm SK.
- 7. maj – F.C. København vinder sit femte Danmarksmesterskab selvom holdet taber til OB 0-1 på udebane i næstsidste runde.
- 23. juni – F.C. København foretager med købet af Jesper Grønkjær sit største spillerkøb siden Brian Laudrup.
- 26. juli – Stemningstribunen får sin debut i Europa Cup kampen mod MyPa.
- 23. august – F.C. København kvalificerer sig for første gang til Champions League ved at besejre AFC Ajax 0-2 på udebane.
- 13. september – F.C. København spiller sin første Champions League kamp mod Benfica i Parken som bliver uafgjort.

Derudover udtages Jesper Christiansen, Michael Gravgaard og Lars Jacobsen til Årets hold, Jesper Christiansen får det Det gyldne bur, Michael Gravgaard bliver Årets profil i Superligaen og Efterårets profil, Tobias Linderoth bliver Årets profil i Superligaen, Forårets profil og Årets midtbanespiller i Sverige, Marcus Allbäck bliver Årets angriber i Sverige og Forårets spiller og Ståle Solbakken bliver Årets træner kåret af Forza.

## 2007
- 9. maj – F.C. København vinder sit sjette Danmarksmesterskab på Brøndby Stadion efter at have vundet over ærkerivalen Brøndby IF ligesom i 1993.